# Aeminium
Aeminium est le nom latin de l'actuelle ville de Coimbra, au Portugal. 

## Histoire
Les plus anciens vestiges datent de la domination romaine. La cité est sous la protection de la cité voisine de Conimbriga située à 15 km au sud. 
Les Suèves rasent Conimbriga en 468. Ses habitants fuient sur le site d'Aeminium. L'actuelle ville de Coimbra possède quelques vestiges romains. Les plus importants sont les cryptoportiques, galeries souterraines constituées de couloirs voutés, construits pour supporter le forum construit au-dessus. 
Au Moyen Âge, le palais de l'évêché se substitue au forum. Les cryptoportiques reposent désormais sous ce palais, devenu musée des Beaux-Arts (Museu Nacional de Machado de Castro) et sont visibles au cours de la visite du musée.